# Golyguina
Le Golyguina (en russe : Голыгина) est un fleuve situé dans le sud-ouest de la péninsule du Kamtchatka, en Extrême-Orient russe. 

## Géographie
Long d'environ 112 km, son bassin versant a une superficie de 2 100 km2. Il s'écoule à travers le raïon d'Oust-Bolcheretsk, au sud du kraï du Kamtchatka, et se jette dans la mer d'Okhotsk.
Ce fleuve est formé par la confluence de deux rivières qui prennent naissance sur les pentes du volcan Ksoudatch. La température de l'eau pendant les mois d'été est comprise entre 5-8 °C. Cette eau provient principalement de la fonte des neiges et des glaciers.
Le fleuve est une zone de frai pour différentes espèces de saumons : le saumon rouge (Oncorhynchus nerka), le saumon chinook (Oncorhynchus tshawytscha), le saumon keta (Oncorhynchus keta), le saumon rose (Oncorhynchus gorbuscha), le saumon coho (Oncorhynchus kisutch) ; ainsi que plusieurs espèces de truites : la truite arc-en-ciel (Parasalmo mykiss) et la truite brune (Salvelinus leucomaenis).
Une expédition russe emmenée par Vladimir Atlassov atteignit ses rives dans la dernière décennie du XVIIe siècle.